# Делфин Бенитез Касерес
Делфин Бенитез Касерес (24. септембар 1910 — 8. јануар 2004) био је парагвајски фудбалски нападач
Бенитез је каријеру започео у Либертаду у својој родној земљи. Као један од кључних играча парагвајске фудбалске репрезентације раних 1930-их, привукао је пажњу аргентинског клуба Бока Јуниорс и потписао је са њима 1932. Убрзо је постао један од кључних играча у тиму и током седам година проведених у клубу постигао је 107 голова на 162 меча, што га чини петим најбољим стрелцем свих времена у историји клуба. Навијачи Боке сматрају Бенитеза „можда најбољим страним играчем који је икада носио плаво-златни дрес.“
Пред крај своје фудбалске каријере, Бенитез је такође играо за аргентинске екипе Расинг (1939–41) и Феро Карил Оесте (1941–44). За време боравка у Расингу постао је најбољи стрелац прве аргентинске лиге и јужноамеричког фудбала за 1940. годину са 33 гола, изједначен са Исидром Лангаром из Сан Лоренца.
Одиграо је 15 утакмица за Парагвај, укључујући учешће на првенству Јужне Америке 1929. године  и обе утакмице тима на Светском првенству 1930. против Сједињених Држава и Белгије ; постигао је три гола за Парагвај. Касније се једном појавио за фудбалску репрезентацију Аргентине 1934. године, постигавши један гол.
Након повлачења из фудбала као играч, постао је тренер и водио Индепендијенте Медељин, тим у националном првенству Колумбије 1955. године. Такође је руководио Спортингом из Баранкиље, Боком Јуниорс Кали и Миљонариосом. Такође је тренирао неколико венецуеланских фудбалских тимова.